# Ts'ai Wen-chi (krater)
Ts'ai Wen-chi är en nedslagskrater på planeten Merkurius, med en diameter på ungefär 124 kilometer.
1976 uppkallades kratern efter författaren Cai Yan.